# 利法爾
利法爾（Lyphard, 1969年5月10日 – 2005年6月10日）是匹於美國出生、於法國訓練的純種競賽馬，退役後成為世界馬壇其中一匹影響深遠的大種馬。

## 背景
出生於美國賓夕凡尼亞州，利法爾的父親為北地舞人、母親為Goofed。半歲時在堅蘭拍賣會由愛爾蘭馬主Tim Rogers投得，其後運往英國新市場周歲馬拍賣會轉售。法國練馬師、育馬者Alec Head代表香奈兒股東、著名馬主Pierre Wertheimer的遺孀Germaine Wertheimer以15,000堅尼買下利法爾。她以法籍烏克蘭裔編舞家謝爾蓋‧利法爾（1905年－1986年）來為馬兒命名。

## 競賽生涯
利法爾共在法國、愛爾蘭和英國出賽12次，贏取了6場頭馬，包括兩場一級賽傑克莫華大賽（Prix Jacques Le Marois）和森林大賽（Prix de la Forêt）。牠曾角逐1972年的葉森打吡，不過在直路前的彎位處因嚴重外避而大敗。練馬師認為是隱睪症使牠在高速左轉時感到劇痛。

## 配種生涯
1972年馬季完結後退役，利法爾在諾曼第地區巴約市的Haras d'Etreham展開配種生涯，出產了騎士公園錦標冠軍Durtal和隆尚磨坊錦標冠軍Pharly。

牠的主人Germaine Wertheimer在1974年辭世。4年後牠被送返故鄉美國，在肯塔基州萊辛頓市的Gainsway農場配種。在這裡，牠先後出產過115匹級際賽冠軍子嗣，奠定偉大種馬的地位。牠的出色子嗣包括：
- Dancing Maid（1975年出生）：法國一千堅尼錦標（Poule d'Essai des Pouliches）、紅寶錦標（Prix Vermeille）冠軍
- Three Troikas（1976年出生）：1979年凱旋門大賽冠軍
- Lichine（1979年出生）：於1980年7月的堅蘭拍賣會以破紀錄的170萬美元賣出[2]
- 勇舞（1983年出生）：1986年歐洲年度代表馬
- Manila（1983年出生）：1986年育馬者盃草地大賽（Breeders' Cup Turf）冠軍，獲選為美國冠軍草地雄馬，Daily Racing Form的Steve Davidowitz選出牠為美國史上最佳草地長途馬
- Rainbows For Life（1988年出生）：贏過多項加拿大錦標賽，連奪三屆當地最高榮譽的Sovereign Award。退役後賣往捷克配種，分別於1999、2004、2005和2006年成為當地冠軍種馬，也是1999年斯洛伐克冠軍種馬
- Jolypha（1989年出生）：法國最佳三歲雌馬，奪得1992年戴安娜大獎賽（Prix de Diane）和紅寶錦標，同年於育馬者盃經典賽（Breeders' Cup Classic）僅負於A.P. Indy和Pleasant Tap兩匹名駒得第三

利法爾也是1992年一千堅尼錦標冠軍、1994年美國冠軍草地雌馬Hatoof的外祖父；以及1993年葉森打吡盟主總司令（Commander in Chief）的祖父。其他著名後裔包括2005、2006年兩屆日本年度代表馬大震撼、2006年世界馬王攻擊手（Invasor）等。

## 退役、逝世
1996年，利法爾以27歲之齡退出配種行列，之後再多活9年才逝世。2005年6月10日因年高虛弱而被人道毀滅時，牠是全球有紀錄以來其中一匹最長壽的純種馬。

## 長壽
利法爾是有紀錄以來其中一匹最長壽的純種種馬，享年36歲又31日，壽命僅次於活了37年又17日（1965年6月7日-2002年6月24日）的Bargain Day。

## 榮譽
賓州國家賽馬場每年會舉行利法爾錦標，為1700米的草地賽事，專供在賓夕凡尼亞州出生的三歲或以上馬匹角逐。

## 血統表
- http://www.pedigreequery.com/lyphard （页面存档备份，存于）

## 鋼琴曲
法國著名鋼琴作曲家Paul de Senneville是一位賽馬迷，長期鐘情於利法爾，1983年時他專門為利法爾譜出Lyphard Melody（利法爾旋律）這首名曲，此後成為著名鋼琴家理查.克萊德曼的名作之一。但在東亞地區，這首曲子最早被日本引進商翻譯成《星空》，大中華區又被譯成《星夜的鋼琴手》。